# Pahtavaaranjärvi
Pahtavaaranjärvi är en sjö i Finland. Den ligger i kommunen Enare i landskapet Lappland, i den norra delen av landet, 1 000 km norr om huvudstaden Helsingfors. Pahtavaaranjärvi ligger 178,2 meter över havet. Arean är 44,1 hektar och strandlinjen är 2,98 kilometer lång. Sjön  ingår i Pasvik älvs huvudavrinningsområde. 